# Монумент Борцям за волю України (Чортків)
Монумент Борцям за волю України — щойновиявлена пам'ятки історії у місті Чорткові Чортківської громади Чортківського району Тернопільської области України. Розташований на кладовищі (вул. Січових Стрільців).

## Опис
Земляний насип обмурований цеглою, бетоном, бетонні сходи, обеліск: цегла, бетон.
Обеліск — 1,06х1 м, меморіальна дошка — 0,4х0,65 м, висота кургану — 1,23 м, стовпів — 0,8 м (16 шт.).

## Історія
1 листопада 1928 року освячений за участі 17 священників мешканців Чорткова та повіту. 